# Бочажицы
Бочажицы (устар. Богажники) — река в Талдомском районе Московской области России. Устье реки находится в 7,5 км по левому берегу реки Шухормы. Длина реки составляет 10 км.

## Данные водного реестра
По данным государственного водного реестра России, относится к Верхневолжскому бассейновому округу. Речной бассейн — (Верхняя) Волга до Куйбышевского водохранилища (без бассейна Оки), речной подбассейн — бассейны притоков (Верхней) Волги до Рыбинского водохранилища, водохозяйственный участок — Волга от Иваньковского гидроузла до Угличского гидроузла (Угличское водохранилище).